# Islas Pelagias
Las islas Pelagias (del italiano: Isole Pelagie) es un pequeño archipiélago de Italia de islas volcánicas situado en aguas del canal de Sicilia, en el mar Mediterráneo, a medio camino entre la isla de Sicilia y la costa africana de Túnez, al oeste de Malta. Geológicamente está formado por tres islas mayores:  Lampedusa, Lampione y Linosa y pertenecen a Italia.
Administrativamente, el archipiélago pertenece a la provincia de Agrigento, de la región siciliana, y Lampedusa, Linosa y Lampione. La isla de Lampedusa es la parte más austral de Italia.
El nombre Pelagie deriva de la voz griega «pelaghia», que significa «alta mar».

## Geografía
Son tres pequeñas islas volcánicas, de baja altura siendo la altitud máxima el monte Vulcano (186 m), en la isla Linosa. Sus costas son especialmente altas y dentadas. Geológicamente, pertenecen al continente africano, ya que son una prolongación de su plataforma continental. La población del archipiélago es de unos 6 450 habitantes.
La isla más grande es Lampedusa, con cerca de 20 km² de superficie, y es también la más poblada (6025 habitantes). Está situada a 124 km de África (punta de Chebba) y a 210 km de Sicilia (golfo de Gela). La segunda isla en superficie es Linosa, situada a unos 40 km al noreste de Lampedusa, que tiene 5,43 km² y cuenta con 433 habitantes (2001). La más pequeña es Lampione (1,2 km²), situada a unos 20 km al oeste de Lampedusa, y a 110 del continente africano, que permanece deshabitada. 
Sin considerar pequeños puntos de agricultura, las islas se encuentran deforestadas debido a la tala indiscriminada y la desaparición de los cultivos ancestrales de olivo, enebros y algarrobos. Hace cincuenta años, la mayor parte del terreno se dedicaba al cultivo, y estaba cercada por muros de piedra. Actualmente, la economía local depende de la pesca (esponjas de mar e industria conservera), y el turismo en Lampedusa.

## Reserva natural de las islas Pelagias

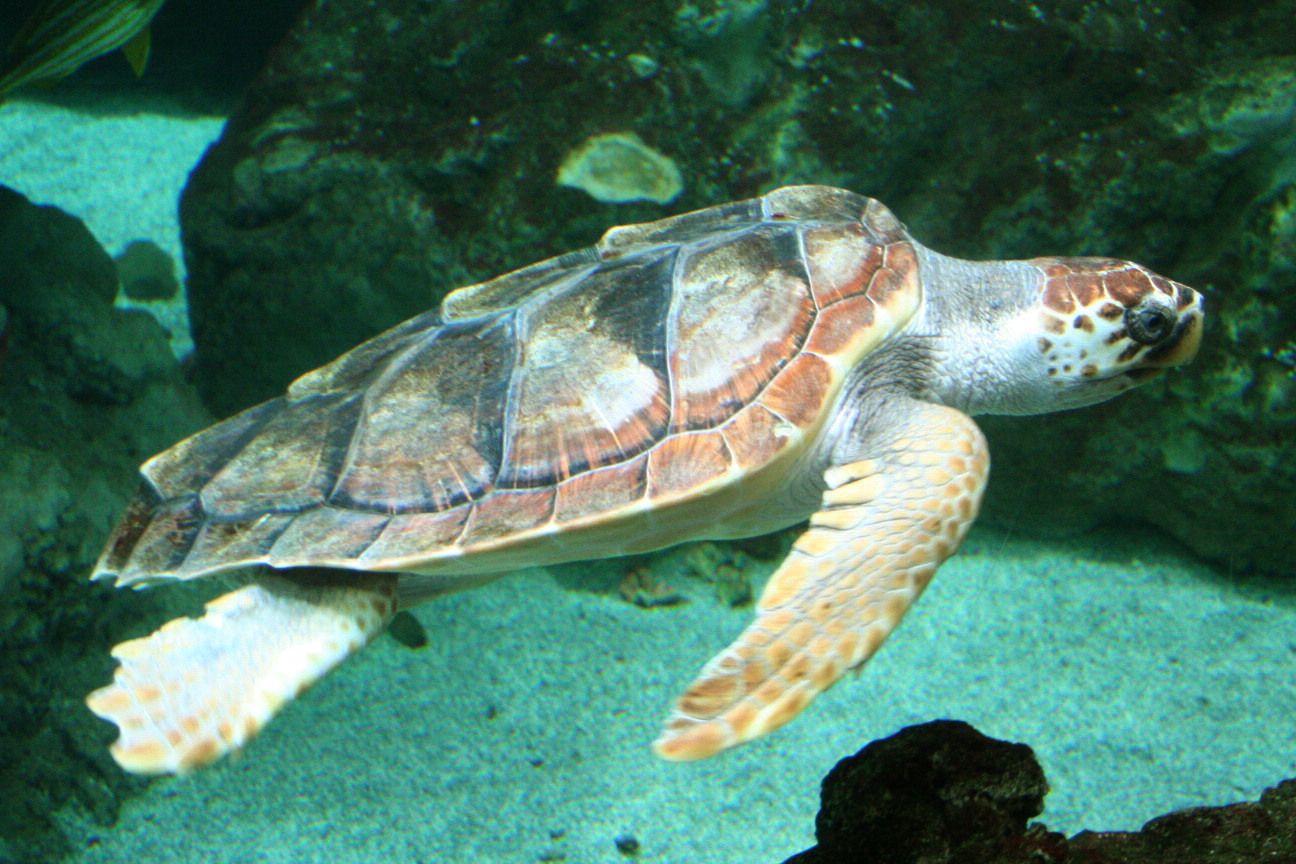
Tortuga boba (Caretta caretta).

Creada en 2002, está considerada como espacio de interés natural por la Unión Europea. Alberga una población autóctona de tortuga boba (Caretta caretta), que está en peligro de extinción a causa de la pesca indiscriminada y el turismo. Es el único sitio donde ponen huevos regularmente en el Mediterráneo.